# Bolbochromus hirokawai
Bolbochromus hirokawai is een keversoort uit de familie cognackevers (Bolboceratidae). De wetenschappelijke naam van de soort werd in 2010 gepubliceerd door Ochi, Kon & Kawahara.